# Jan Bols (Eisschnellläufer)
Jan Bols (* 27. August 1944 in Hoogeveen, Drenthe) ist ein ehemaliger niederländischer Eisschnellläufer, der hauptsächlich im Mehrkampf seine Stärken hatte.
Zu Beginn der 70er Jahre war Bols der drittbeste Eisschnellläufer der Niederlande hinter Ard Schenk und Kees Verkerk. 1971 konnte er den niederländischen Meistertitel erringen und war damit einer der Favoriten für die Europameisterschaften. Auf Grund eines Wechselfehlers über 5000 m wurde er allerdings disqualifiziert, obwohl er fälschlicherweise die äußere längere Bahn lief.
Bols beste Saison war 1972, als er sowohl bei den Europa- als auch den Weltmeisterschaften den dritten Platz gewinnen konnte. Bei den Olympischen Winterspielen in Sapporo errang er über 1500 m den fünften und über 10.000 m den vierten Platz.
Während seiner aktiven Karriere eröffnete er ein Sportgeschäft in seiner Heimatstadt Hoogeveen.

## Persönliche Bestzeiten
| Strecke  | Zeit         | Datum           | Ort    |
| -------- | ------------ | --------------- | ------ |
| 500 m    | 39,40 s      | 15. Januar 1972 | Davos  |
| 1000 m   | 1:20,40 min  | 19. Januar 1971 | Davos  |
| 1500 m   | 2:01,60 min  | 22. Januar 1972 | Davos  |
| 3000 m   | 4:13,50 min  | 2. März 1972    | Inzell |
| 5000 m   | 7:10,70 min  | 4. März 1972    | Inzell |
| 10.000 m | 15:10,20 min | 5. März 1972    | Inzell |